# SN 2011jn
SN 2011jn – supernowa typu Ia, odkryta 26 grudnia 2011 roku w galaktyce PGC0044257. W momencie odkrycia, miała maksymalną jasność 17m.